# Viviana Lysyj
Viviana Irene Lysyj (n. en Buenos Aires en 1958) es una escritora argentina.

## Carrera
Se graduó en Letras en la Universidad de Buenos Aires, donde se desempeñó luego como docente de Literatura Francesa. Ejerce como traductora y docente del idioma francés. Fue colaboradora de las revistas Gazpacho (del Centro Cultural de España en Buenos Aires), Latido, V de Vian y El libertino.
Se la ha enmarcado dentro de la Nueva Narrativa Argentina, especialmente dentro de la literatura erótica. Participó como expositora en el ciclo de charlas "Erótica Australis", en el Centro Cultural de España en Buenos Aires.

## Obra
Parte de su obra ha sido recogida en diversas antologías: "La Venus de papel", selección de Mempo Giardinelli y Graciela Gliemmo de literatura erótica argentina, "Cuento argentino contemporáneo", editado por la UNAM, y "Una terraza propia. Nuevas narradoras argentinas", selección a cargo de Florencia Abbate editada en el año 2006.
- 1994 - Erotópolis (cuentos. Editorial De la Flor)[10]
- 2006 - Piercing (novela. Editorial Alfaguara)[11]
- 2008 - Tragamonedas (novela. Editorial Alfaguara)[12]
- 2015 - Animalia (novela).[13]

## Premios
- 1996 - Beca de la Fundación Antorchas (Programa Internacional de Escritura de Iowa).